# Potter Lake (Wisconsin)
Potter Lake es un lugar designado por el censo del municipio de East Troy, situado en el condado de Walworth, Wisconsin, Estados Unidos. Según el censo de 2020, tiene una población de 1117 habitantes.
En los Estados Unidos, un lugar designado por el censo (traducción literal de la frase en inglés census-designated place, CDP) es una concentración de población identificada por la Oficina del Censo exclusivamente para fines estadísticos.  

## Geografía
Está ubicado en las coordenadas 42°49′13″N 88°20′35″O / 42.82028, -88.34306 (42.820148, -88.343133). Según la Oficina del Censo, tiene una superficie total de 3.41 km², de los cuales 2.78 km² corresponden a tierra firme y 0.63 km² están cubiertos de agua.

## Demografía
Según el censo de 2020, hay 1117 personas residiendo en la zona. La densidad de población es de 400 hab./km². El 93.91% de los habitantes son blancos, el 0.45% son afroamericanos, el 0.36% son amerindios, el 0.09% es asiático, el 0.36% son de otras razas y el 4.83% son de una mezcla de razas. Del total de la población, el 3.04% son hispanos o latinos de cualquier raza.